# Hertzia
Hertzia eller Hertziahuset är en byggnad i fem våningar vid Packhusplatsen 2 i stadsdelen Nordstaden i Göteborg. Byggnaden ligger i kvarteret 21 Kruthuset och uppfördes år 1901 i jugendstil.
Huset byggdes för handelsfirman J A Hertz & Co efter ritningar av Louis Enders. Fasaden består av gulbrunt tegel och natursten, medan bottenvåningen består av granit. Taket är kupolprytt och vinden är inredd.
Invändigt har huset ett centralt trapphus med dubbla hissar och kontorsrum i fil. I bottenvåningen fanns ursprungligen lager och salukällare, och på taket fanns asfaltbelagda promenadplatser med utsikt över hamnen. Huset har även inrymt bostadslägenheter.
Ursprungligen var planen att byggnaden skulle uppförts som en pendang till den gamla Arkaden i korsningen Östra Hamngatan/Södra Hamngatan i kvarteret 11 Arkaden. Men sedan Johan August Hertz förvärvat aktierna i AB Göteborgs Arkader, som hamnat i ekonomisk kris, omarbetades det lite och uppfördes istället vid Packhusplatsen.